# Chérif Oudjani
Chérif Oudjani, né le 9 décembre 1964 à Lens (France), est un footballeur international algérien, jouant au poste d'attaquant. Formé au RC Lens, il effectue l'intégralité de sa carrière en France, en D1 dans les années 1980, puis en D2 dans les années 1990. Il compte 21 capes en équipe nationale entre 1986 et 1992. Il est connu pour avoir inscrit le but victorieux de l'Algérie en finale de la CAN 1990. Il est reconverti comme entraîneur puis recruteur

## Biographie
Chérif Oudjani est le fils du footballeur Ahmed Oudjani, meilleur buteur du championnat de France en 1964 et meilleur buteur de l'histoire du RC Lens. 

### Carrière en club
Formé au RC Lens, il est le capitaine de l'équipe finaliste de la Coupe Gambardella en 1983. Il avait marqué onze buts lors de cette édition. Il signe un contrat stagiaire à l'été 1983.
Il a 19 ans lorsqu'il dispute son premier match officiel, le 25 février 1984 face à Sochaux. Deux mois plus tard, il inscrit son premier but. En 1985, il est prêté un an au Stade lavallois, avant de revenir à Lens. Il est de nouveau prêté en 1987, au RC Paris. Il quitte Lens en 1989, après avoir marqué 41 buts en 112 matches.
Il poursuit sa carrière à Sochaux en première division, puis enchaîne les clubs en Division 2. Sa carrière de joueur terminée (218 matches en Division 1 et 73 buts au total), il se lance dans le métier d'entraîneur en 2001.

### En sélection nationale
En avril 1982 il est membre de l'équipe de France junior.
Chérif Oudjani compte 21 sélections avec l'Algérie. En 1990, il participe à la Coupe d'Afrique des nations à domicile. Il y inscrit deux buts, dont un décisif en finale face au Nigeria,.

### Reconversion

#### Formation et diplômes
Il obtient son diplôme d'entraîneur de football (DEF) en 1998. En février 2002, après deux semaines de stage au CTNFS de Clairefontaine, il est diplômé du brevet d'État d'éducateur sportif 2e degré (BEES 2).

#### Entraîneur et recruteur
Il est de juillet 2006 à juillet 2008 entraîneur de l'équipe amateur du CS Avion en Division d'Honneur. Il était auparavant entraîneur adjoint de l'équipe réserve au Lille OSC. Comme un symbole, il rencontre le 6 janvier 2008 avec Avion son ancien club lillois en Coupe de France (32e de finale), et au stade Félix-Bollaert de ses débuts. Son club d'Avion monte en CFA2 mais son contrat se finit en 2008 et n'est pas renouvelé.
Il s'engage dans la cellule de recrutement du Lille LOSC pour la saison 2008-09. Il est chargé de la prospection au Maghreb. Il est nommé entraîneur des attaquants au LOSC aux côtés de Hervé Renard pour la saison 2015-16. Il est nommé comme entraîneur adjoint au LOSC aux côtés de Frédéric Antonetti. Il s'engage dans la cellule de recrutement de du club anglais Southampton Football Club pour la saison 2018-2019,. En 2018 il intègre la cellule de recrutement du FC Nantes.
Depuis avril 2004 il est membre du Variétés Club de France, avec lequel il totalise 118 buts.

## Parcours

### Joueur
- 1980-1985 :  RC Lens
- 1985-1986 :  Stade lavallois
- 1986 :  RC Lens
- 1987 :  RC Paris
- 1987-1989 :  RC Lens
- 1989-1992 :  FC Sochaux
- 1992-1994 :  AS Beauvais
- 1994-1996 :  FCO Charleville
- 1996-1997 :  SAS Épinal
- 1997-1998 :  Gazélec Ajaccio
- 1998-1999 :  ES Wasquehal
- 1999-2000 :  Valenciennes FC
- jan. 2001-2001 :  Pacy VEF
- 2001-2002 :  Stade béthunois FC[17]

### Staff ou dirigeant
- 2001-2003 : Lille OSC, entraîneur adjoint (équipe B)
- 2003-2004 : Pacy VEF (CFA), entraîneur
- 2006-2008 : CS Avion (Div. Honneur), entraîneur
- juillet 2008-août 2008 : US Lesquin (Div. Honneur), entraîneur
- août 2008-2015 : Lille OSC, recruteur
- oct. 2015-2017 : Lille OSC, staff sportif
- 2018-déc. 2019 : Southampton FC, superviseur
- déc. 2019-2020 : FC Nantes, superviseur

## Palmarès

### Joueur
- Vainqueur en Coupe d'Afrique des nations en 1990 avec l'Algérie
- Vainqueur de la Coupe afro-asiatique des nations en 1991 avec l'Algérie
- Finaliste de la Coupe Gambardella en 1983 avec le RC de Lens

### Entraîneur
- Vice-champion de Division d'Honneur avec le CS Avion en 2008